# 한상길
한상길(1987년 9월 5일 ~ )은 대한민국의 남자 배구 선수이며, 대전 삼성화재 블루팡스 소속의 센터이다. 2009~2010 신인 드래프트에서 2라운드 2순위로 현대캐피탈의 지명을 받아 입단하였다. 2011-2012 시즌을 마치고 2012년 6월 18일 상무에 입대했으며, 2014년 3월 17일에 제대했다. 상무 복무 중 보호선수 명단에서 제외되어 안산 러시앤캐시 베스피드의 전력 보강 선수로 지정된 관계로 현대캐피탈이 아닌 러시앤캐시로 복귀했다. 러시앤캐시의 팀명인 "베스피드"는 그가 제안하였다.

## 안산 OK저축은행 러시앤캐시시절

### 2015-2016시즌
시즌 후반부터 팀의 주전 센터로 자리잡았다. 결정적인 순간마다 서브 득점이나 블로킹 득점을 터뜨렸다. 특히 친정팀인 천안 현대캐피탈 스카이워커스와의 경기에서 더욱 빛을 발한다. 플레이오프와 챔피언결정전에서도 주전센터로 활약하면서 팀의 우승을 이끌었다.

### 2016-2017시즌
시즌 초반부터 센터 자원이 부족한 팀의 센터 자리를 잘 매워주었다. 거의 센터자리에서는 혼자 고군분투 하였다. 센터 선수들이 돌아가면서 부상을 당하고, 확고한 주전이였던 박원빈이 시즌 중반 부상으로 시즌아웃이 되면서, 책임감이 막중해졌다. 하지만 팀의 꼴지 추락을 막지 못하였다.

### 2017-2018시즌
2017-18시즌에는 트레이드로 이적해온 김요한과 팀의 주전 센터였던 박원빈에 밀려 많은 경기에 출장하지 못하였지만, 두 선수가 부진할 때마다 들어가 큰 도움을 주기도 하였다. 원포인트 서버로 종종 출장하였다.

## 인천 대한항공 점보스시절

### 2020-2021시즌
하지만 결국 5월 4일 진상헌의 보상 선수 및 현금 트레이드로 인하여 인천 대한항공 점보스로 이적하게 되었다.

## 대전 삼성화재 블루팡스시절

### 2021-2022시즌
그런데 하지만 2021-2022시즌을 기다리다가 신인드래프트가 열리던 9월 28일부터 2021신인드래프트 3라운드 지명권과 트레이드로 인하여 대전 삼성화재 블루팡스로 이적하게 되었다.

## 수상 경력
- 2009년 삼성화재배 전국대학배구춘계대회 블로킹상